# Como San Giovanni
Como San Giovanni (wł: Stazione di Como San Giovanni) – stacja kolejowa znajdująca się w Lombardii, w mieście Como. Stacja została otwarta w 1875 roku i jest głównym dworcem miasta. 
Stacja obsługuje obecnie dwie ważne linie regionalne. Pierwszą jest linia pospieszna łącząca Mediolan ze szwajcarskim miastem Chiasso, będąc ostatnią stacją po stronie włoskiej. Drugą linią jest połączenie Como–Lecco. Obie obsługiwane są przez krajowego operatora Trenitalia. 
Budynek dworca jest wielopiętrowy, podróżni mają wstęp jedynie na parter, gdzie znajduje się poczekalnia, kasy oraz automaty biletowe. Przed dworcem znajduje się dworzec autobusowy z połączeniami do centrum miasta oraz pozostałych miast niedaleko jeziora Como.